# Тотожності Ньютона

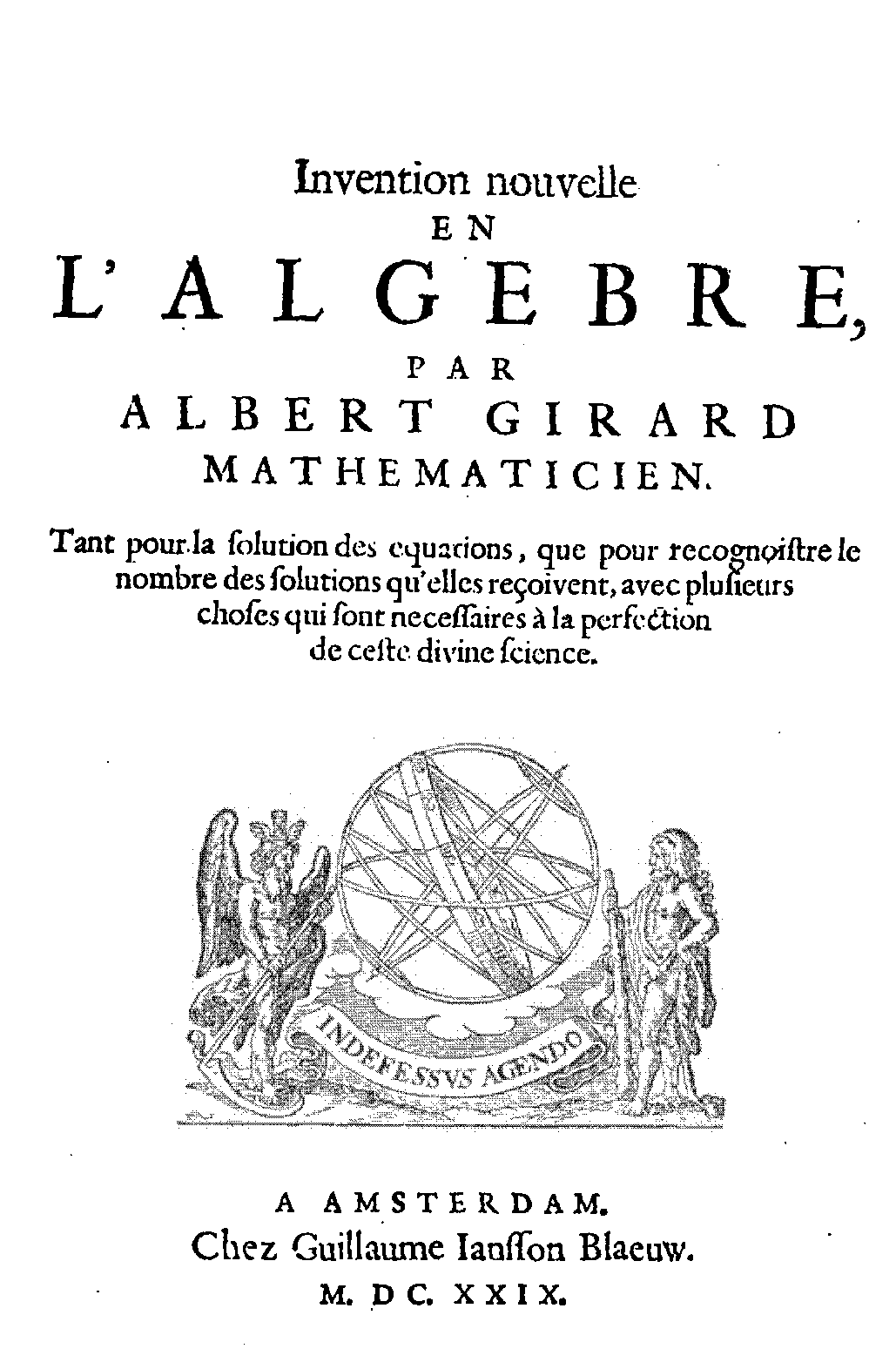
Albert Girard. Invention Nouvelle en l’Algèbre, Amsterdam, 1629, 70 p.

В математиці тотожності Ньютона, також відомі як формули Ньютона-Жирара, задають співвідношення між двома типами симетричних многочленів , а саме між симетричним многочленом суми степеневого ряду та елементарним симетриченим многочленом. Для монічного многочлена {\displaystyle P} вони дають можливість знайти суму {\displaystyle k}-тих степенів всіх коренів {\displaystyle P} (з урахуванням кратності), виражену через коефіцієнти {\displaystyle P}, без фактичного знаходження цих коренів. Перші чотири формули були знайдені у 1629 році Альбертом Жираром. Усі тотожності в загальній формі були близько 1666 року (незалежно) відкриті Ісааком Ньютоном. Вони знаходять застосування в багатьох галузях математики, в тому числі теорії Галуа, теорії інваріантів, теорії груп, комбінаторики, а також в інших науках, в тому числі в загальній теорії відносності.

## Математичні твердження
Формулювання з допомогою симетричних поліномів
Нехай {\displaystyle x_{1},\dots ,x_{n}} будуть змінними, для {\displaystyle k\geq 1} позначимо суму {\displaystyle k}-тих степенів цього ряду як {\displaystyle p_{k}(x_{1},\dots ,x_{n})}:
{\displaystyle p_{k}(x_{1},\ldots ,x_{n})=\sum _{i=1}^{n}x_{i}^{k}=x_{1}^{k}+\cdots +x_{n}^{k},}
і для {\displaystyle k\geq 0} позначимо {\displaystyle e_{k}(x_{1},\dots ,x_{n})} елементарний симетричний многочлен, який являє собою суму всіх можливих різних добутків {\displaystyle k} різних змінних, зокрема
{\displaystyle {\begin{aligned}e_{0}(x_{1},\ldots ,x_{n})&=1,\\e_{1}(x_{1},\ldots ,x_{n})&=x_{1}+x_{2}+\cdots +x_{n},\\e_{2}(x_{1},\ldots ,x_{n})&=\textstyle \sum _{1\leq i<j\leq n}x_{i}x_{j},\\\dots \\e_{n}(x_{1},\ldots ,x_{n})&=x_{1}x_{2}\cdots x_{n},\\e_{k}(x_{1},\ldots ,x_{n})&=0,\quad {\text{for}}\ k>n.\\\end{aligned}}}
Тоді тотожності Ньютона можна записати так
{\displaystyle ke_{k}(x_{1},\ldots ,x_{n})=\sum _{i=1}^{k}(-1)^{i-1}e_{k-i}(x_{1},\ldots ,x_{n})p_{i}(x_{1},\ldots ,x_{n}),}
для всіх {\displaystyle k\geq 1}.  Для кількох перших значень {\displaystyle k} отримаємо:
{\displaystyle {\begin{aligned}e_{1}(x_{1},\ldots ,x_{n})&=p_{1}(x_{1},\ldots ,x_{n}),\\2e_{2}(x_{1},\ldots ,x_{n})&=e_{1}(x_{1},\ldots ,x_{n})p_{1}(x_{1},\ldots ,x_{n})-p_{2}(x_{1},\ldots ,x_{n}),\\3e_{3}(x_{1},\ldots ,x_{n})&=e_{2}(x_{1},\ldots ,x_{n})p_{1}(x_{1},\ldots ,x_{n})-e_{1}(x_{1},\ldots ,x_{n})p_{2}(x_{1},\ldots ,x_{n})+p_{3}(x_{1},\ldots ,x_{n}).\\\end{aligned}}}
Форма і правильність цих рівнянь не залежить від кількості змінних (хоча після {\displaystyle n-}ї тотожності лівий бік дорівнює нулю), що дозволяє записати їх як тотожності у кільці симетричних многочленів. У цьому кільці маємо
{\displaystyle {\begin{aligned}e_{1}&=p_{1},\\2e_{2}&=e_{1}p_{1}-p_{2},\\3e_{3}&=e_{2}p_{1}-e_{1}p_{2}+p_{3},\\4e_{4}&=e_{3}p_{1}-e_{2}p_{2}+e_{1}p_{3}-p_{4},\\\end{aligned}}}
і т.д.; тут лівий бік ніколи не стає нулем. 
Ці рівняння дозволяють виразити {\displaystyle e_{i}} через {\displaystyle p_{k}}; також можна
{\displaystyle {\begin{aligned}p_{1}&=e_{1},\\p_{2}&=e_{1}p_{1}-2e_{2},\\p_{3}&=e_{1}p_{2}-e_{2}p_{1}+3e_{3},\\p_{4}&=e_{1}p_{3}-e_{2}p_{2}+e_{3}p_{1}-4e_{4},\\&{}\ \ \vdots \end{aligned}}}
Загалом, ми маємо
{\displaystyle p_{k}(x_{1},\ldots ,x_{n})=(-1)^{k-1}ke_{k}(x_{1},\ldots ,x_{n})+\sum _{i=1}^{k-1}(-1)^{k-1+i}e_{k-i}(x_{1},\ldots ,x_{n})p_{i}(x_{1},\ldots ,x_{n}),}
виконується для всіх {\displaystyle n\geq 1} і {\displaystyle k\geq 1}.
Також маємо
{\displaystyle p_{k}(x_{1},\ldots ,x_{n})=\sum _{i=k-n}^{k-1}(-1)^{k-1+i}e_{k-i}(x_{1},\ldots ,x_{n})p_{i}(x_{1},\ldots ,x_{n}),}
для всіх {\displaystyle k>n\geq 1}.
Застосування до коренів многочлена
Многочлен з коренями {\displaystyle x_{i}} можна записати як
{\displaystyle \prod _{i=1}^{n}\left(x-x_{i}\right)=\sum _{k=0}^{n}(-1)^{n+k}e_{n-k}x^{k},}
де коефіцієнти {\displaystyle e_{k}(x_{1},\ldots ,x_{n})} це симетричні многочлени, означені вище.